# Mohegan Sun Arena at Casey Plaza
Mohegan Sun Area at Casey Plaza je víceúčelová aréna nacházející se v Wilkes-Barre v americkém federálním státu Pensylvánie. Otevření proběhlo v roce 1997. Aréna je domovským stadionem týmu AHL Wilkes-Barre/Scranton Penguins, který je farmou týmu NHL Pittsburgh Penguins.
Aréna patří k nejnavštěvovanějším v AHL, přičemž mezi lety 2002 až 2004 bylo vyprodáno 90 zápasů po sobě, což představuje rekord návštěvnosti v AHL.
V letech 2016–2018 byla místem několikanásobných vystoupení Donalda Trumpa.